# Chiricahua National Monument
Das Chiricahua National Monument ist ein unter der Verwaltung des National Park Service stehendes Nationalmonument im US-Bundesstaat Arizona, das ein Gebiet mit skurrilen Felsformationen schützt. Es liegt rund 160 km östlich von Tucson am Übergang der Chihuahua- zur Sonorawüste und nahe der mexikanischen sowie neumexikanischen Grenze.

## Entstehung
Die ungewöhnlichen Felsformationen des Chiricahua-Nationalmonuments resultieren aus einer Serie von gewaltigen Vulkanausbrüchen am heutigen Turkey Creek, die sich vor rund 27 Millionen Jahren ereignete und das umliegende Land mit einer mehr als 600 Meter hohen Asche- und Sandschicht überzog. Nachdem sich das pyroklastische Material zu festem Tuffstein verdichtet hatte, wurde das dunkle Gestein über Jahrmillionen durch die Plattentektonik angehoben, verschoben und immer wieder gebrochen.
Winde und Wasser wuschen so lange das weichere Gestein aus dem festeren heraus, bis nur noch unzählige emporragende Gesteinsformationen übrigblieben. Teilweise bildeten sich auf diese Art ungewöhnliche Felsformationen, in denen menschliche Betrachter die äußere Gestalt von Gegenständen oder Lebewesen oder bestimmte Situationen erkennen. Zu ihnen gehören die „Ente auf einem Fels“ (Duck on a Rock), der „Kamelfelsen“ (Camel Rock), die „Küssenden Felsen“ (Kissing Rocks) und die zahlreichen „balancierenden“ Felsen (Balanced Rocks).

## Nationalmonument
Das im gleichnamigen Gebirge befindliche Chiricahua-Nationalmonument wurde im Jahr 1924 gegründet und umfasst eine Fläche von rund 50 Quadratkilometern. Der Bonita Canyon Drive, an dem auch ein kleinerer Campingplatz liegt, verbindet das Besucherzentrum mit dem Massai Point, an dem diverse Wanderwege beginnen – darunter auch die zum Heart of Rocks (Herz der Felsen) mit den spektakulärsten Felsformationen sowie der abwechslungsreichere Echo Canyon Loop Trail (Rundweg). In der Summe steht dem Besucher ein rund 30 km langes Streckennetz durch Felsengebilde und Canyons offen.